# Max Montgelas

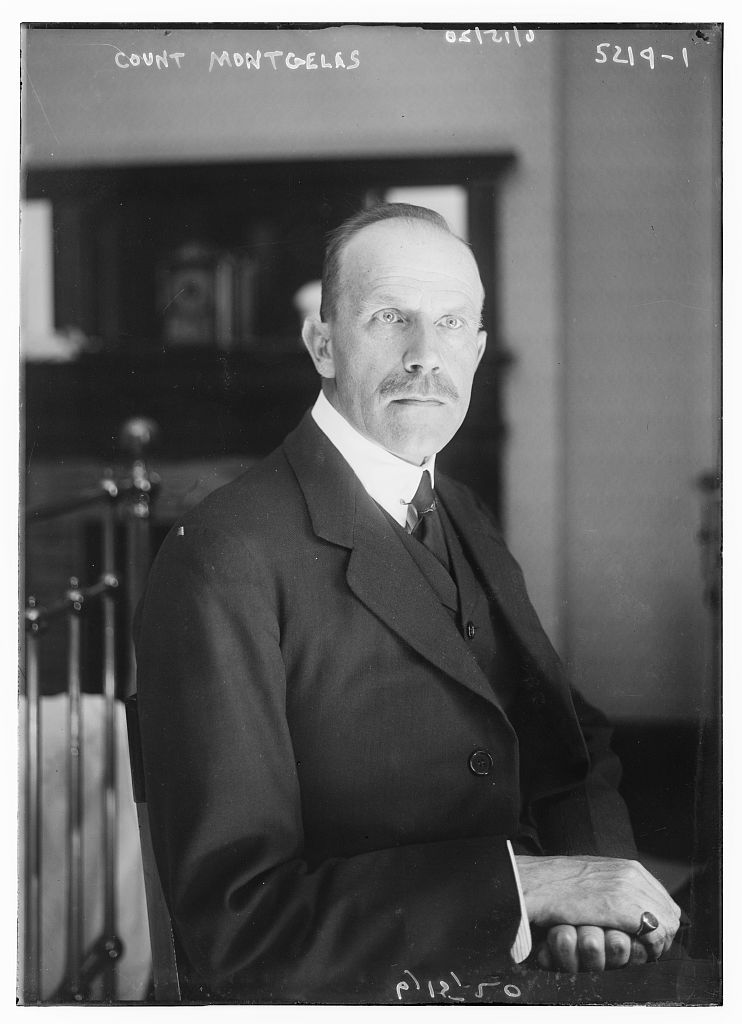
Montgelas en 1920

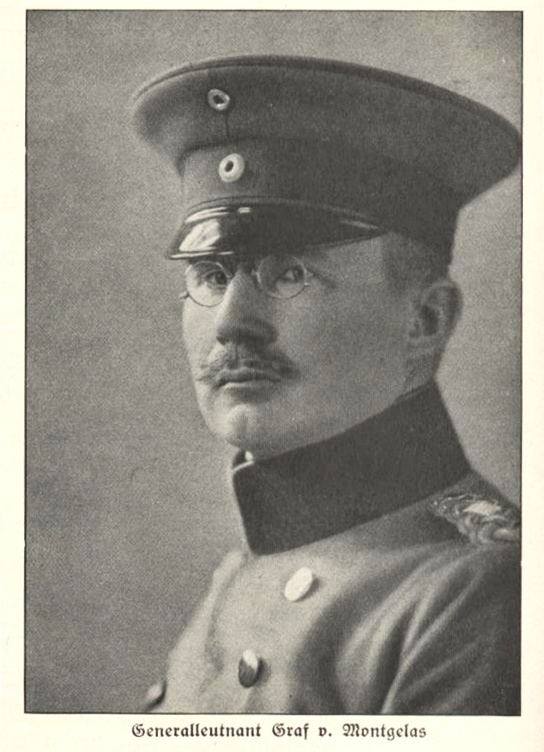

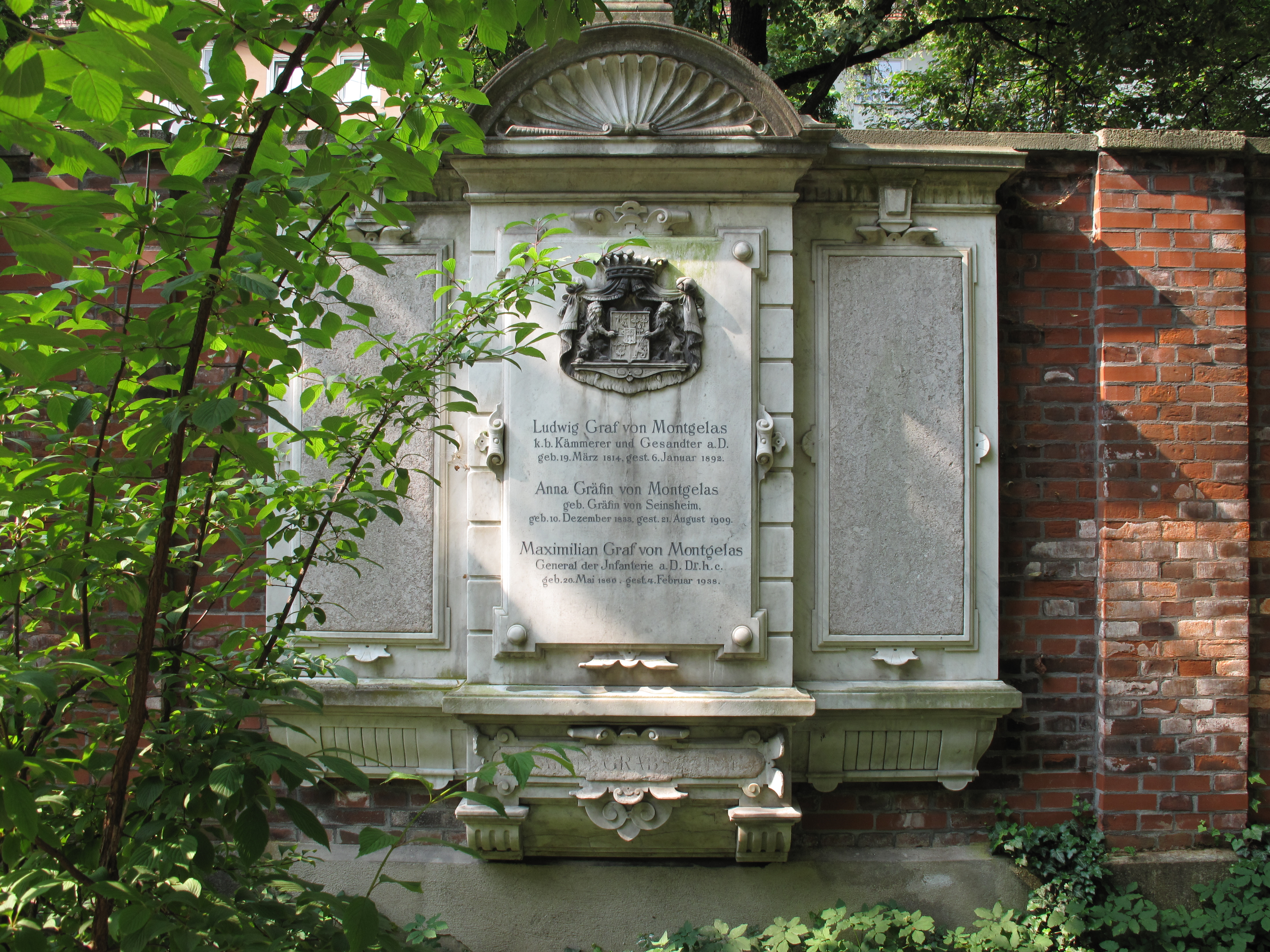
Tumba de Montgelas en el Alter Nordfriedhof en Múnich.

El Conde Maximilian Maria Karl Desiderius de Garnerin de la Thuile von Montgelas (23 de mayo de 1860, San Petersburgo - 4 de febrero de 1938, Múnich) fue un general y diplomático bávaro.

## Biografía
Nieto de Maximilian von Montgelas, se unió al ejército en 1879, sirvió en la Expedición Bóxer y fue agregado militar en Pekín entre 1901 y 1902. En 1914, durante las primeras fases de la I Guerra Mundial, comandó la 4.ª División de Infantería Bávara pero se retiró al año siguiente para dedicarse al estudio minucioso de los asuntos relacionados con el estallido de la guerra y las responsabilidades. En calidad de tal, fue asesor oficial de la Comisión de Investigación del Reichstag.
Se casó con la Condesa Pauline von Wimpffen.
Fue un conde alemán y portavoz oficial por la República de Weimar en la Conferencia de Paz de París que siguió a la I Guerra Mundial para investigar la cuestión de la responsabilidad por la guerra. Ayudó a esbozar la respuesta alemana a los cargos de culpabilidad por la guerra y fue uno de los cuatro firmantes del Memorándum, presentado en mayo de 1919, en respuesta a los Aliados Occidentales. Más tarde, en ausencia de otros miembros de la Comisión alemana, fue conjuntamente responsable, con Delbruck, de otro memorándum en respuesta a la Nota Aliada de 16 de junio.
En consecuencia escribió su controvertido libro The Case for the Central Powers: An Impeachment of the Versailles Verdict (El Caso de las Potencias Centrales: Un Juicio Político del Veredicto de Versalles), publicado en Londres por George, Allen & Unwin Ltd., en 1925. El año anterior él y el Profesor Walther Schücking editaron The Outbreak of the World War - German Documents collected by Karl Kautsky, conocido comúnmente como los Documentos de Kautsky, que fueron publicados por Oxford University Press.